# Canton de Saint-Julien-l'Ars
Le canton de Saint-Julien-l'Ars est un ancien canton français situé dans le département de la Vienne et la région Poitou-Charentes.

## Géographie
Ce canton était organisé autour de Saint-Julien-l'Ars dans l'arrondissement de Poitiers. Son altitude variait de 55 m (La Chapelle-Moulière) à 141 m (Bonnes) pour une altitude moyenne de 124 m.

## Représentation

### Conseillers généraux de 1833 à 2015
| Période | Période          | Identité                                      | Étiquette                        | Qualité |
| ------- | ---------------- | --------------------------------------------- | -------------------------------- | --- |
| 1833    | 1843 (décès)     | Thomas Brault                                 |                                  | Propriétaire à Saint-Julien-l'Ars |
| 1843    | 1848             | Pierre Babault de Chaumont (1784-1856)        |                                  | Juge au Tribunal de première instance de Poitiers |
| 1848    | 1854 (décès)     | François Sylvain Augustin Chardon (1793-1854) |                                  | Notaire, maire de Bonnes |
| 1855    | 1892             | Baron Jean-Marie Georges Girard de Soubeyran  | Bonapartiste                     | Haut fonctionnaire, sous-gouverneur du Crédit foncier Maire de Morthemer, par Lhomaizé Député (1863-1870 et 1871-1893)                                      |
| 1892    | 1895 (démission) | Charles Brissonnet                            | Républicain                      | Professeur à la Faculté de Droit de Poitiers |
| 1895    | 1904             | Raymond Dupuytrem                             | Républicain (Droite)             | Propriétaire - Député (1889-1902) |
| 1904    | 1931 (décès)     | Marc Niveaux                                  | Gauche républicaine démocratique | Propriétaire Maire de La Chapelle-Morthemer puis adjoint au maire de Poitiers, conseiller d'arrondissement Député (1919-1924)                               |
| 1931    | 1934             | Fernand Viaux                                 | Rad.                             | Publiciste à Poitiers |
| 1934    | 1940             | Enguerrand de Vergie                          | URD                              | Industriel à la Suze (liqueurs et spiritueux) Conseiller municipal de Bonnes Nommé conseiller départemental en 1943                                         |
|         |                  |                                               |                                  | |
| 1945    | 1967             | Raphaël Guillon (1897-1981)                   | Rad.                             | Maire de Jardres (1935-1971), ancien résistant |
| 1967    | 1979             | Emile Bachon (1903-1998)                      | Centre gauche                    | Maire de Savigny-Lévescault |
| 1979    | 1998             | Gonzague Blandin de Chalain                   | DVD                              | Colonel, ancien Chef d'Etat major de la 42ème division militaire de Poitiers Maire de Jardres (1977-2001)                                                   |
| 1998    | 2011             | Michel Burlot                                 | PS                               | Maire de Bonnes (1988-2011), président de la Communauté de communes de Vienne et Moulière                                                                   |
| 2011    | 2015             | Xavier Moinier                                | PS                               | Enseignant – Chercheur à la Faculté de Sciences Economiques de Poitiers Vice Président de l'Université de Poitiers Conseiller municipal de Sèvres-Anxaumont |

### Conseillers d'arrondissement (de 1833 à 1940)
| Période                                  | Période | Identité                                      | Étiquette    | Qualité |
| ---------------------------------------- | ------- | --------------------------------------------- | ------------ | --- |
| 1833                                     |         | François Sylvain Augustin Chardon (1793-1854) |              | Notaire royal à Bonnes                                                                                      |
|                                          |         |                                               |              | |
| 1883                                     |         | M. Fourré                                     | Conservateur | Notaire à Saint-Julien-l'Ars                                                                                |
|                                          |         |                                               |              | |
| 1895                                     | 1901    | M. Jallais                                    | Droite       | |
| 1901                                     | 1904    | Marc Niveaux                                  | Républicain  | Agriculteur à Poitiers, maire de La Chapelle-Morthemer                                                      |
| 1904                                     | 1931    | Émilien Desmazeaux                            | Radical      | Cultivateur à La Chapelle-Moulière                                                                          |
| 1931                                     | 1937    | Edmond Brissonnet                             | Radical      | Propriétaire à Bellefonds, Liniers                                                                          |
| 1937                                     | 1940    | Albert Raynaud                                | AD           | Maire de Mignaloux-Beauvoir                                                                                 |
| 1940                                     |         |                                               |              | Les conseils d'arrondissement ont été suspendus par la loi du 12 octobre 1940 et n'ont jamais été réactivés |
| Les données manquantes sont à compléter. |         |                                               |              | |

## Composition
Le canton de Saint-Julien-l'Ars regroupait 11 communes et comptait 12 756 habitants (recensements de 2007 populations municipales).
| Nom                            | Code Insee | Codepostal | Superficie (km2) | Population (dernière pop. légale) | Densité (hab./km2) |
| ------------------------------ | ---------- | ---------- | ---------------- | --------------------------------- | ------------------ |
| Saint-Julien-l'Ars (chef-lieu) | 86226      | 86800      | 18,46            | 2 447 (2012)                      | 133                |
| Bignoux                        | 86028      | 86800      | 14,52            | 1 047 (2012)                      | 72                 |
| Bonnes                         | 86031      | 86300      | 34,28            | 1 747 (2012)                      | 51                 |
| La Chapelle-Moulière           | 86058      | 86210      | 17,11            | 656 (2012)                        | 38                 |
| Jardres                        | 86114      | 86800      | 20,74            | 1 204 (2012)                      | 58                 |
| Lavoux                         | 86124      | 86800      | 15,03            | 1 124 (2012)                      | 75                 |
| Liniers                        | 86135      | 86800      | 16,19            | 557 (2012)                        | 34                 |
| Pouillé                        | 86198      | 86800      | 13,96            | 627 (2012)                        | 45                 |
| Savigny-Lévescault             | 86256      | 86800      | 22,14            | 1 098 (2012)                      | 50                 |
| Sèvres-Anxaumont               | 86261      | 86800      | 15,49            | 1 981 (2012)                      | 128                |
| Tercé                          | 86268      | 86800      | 23,53            | 1 101 (2012)                      | 47                 |

## Démographie
| 1962  | 1968  | 1975  | 1982  | 1990   | 1999   | 2006   | 2011   | 2012   |
| ----- | ----- | ----- | ----- | ------ | ------ | ------ | ------ | ------ |
| 6 549 | 6 473 | 7 080 | 8 961 | 10 375 | 11 681 | 12 575 | 13 407 | 13 589 |

## Sources
1. ↑  « Gazette nationale ou le Moniteur universel 20 août 1844 », sur RetroNews - Le site de presse de la BnF, 20 août 1844 (consulté le 19 novembre 2023).
2. ↑  « Journal officiel de la République française. Lois et décrets », sur Gallica, 17 avril 1943 (consulté le 19 novembre 2023).
3. ↑  http://jardres.reseaudesvilles.fr/fr/information/72666/memoire-jardraise
4. ↑  Structure de la population du canton de 1968 à l'année de la dernière population légale connue
5. ↑  Fiches Insee - Populations légales du canton pour les années 2006, 2011, 2012